# Hermann Graedener (Schriftsteller)
Hermann Graedener (* 29. April 1878 in Wien, Österreich-Ungarn; † 24. Februar 1956 in Altmünster) war ein österreichischer Schriftsteller.

## Leben
Hermann Graedener war der Sohn des Komponisten Hermann Otto Theodor Graedener. Er war verheiratet mit der Pianistin Magda von Hattingberg-Graedener.
Der Erzähler, Dramatiker und Essayist Hermann Graedener verfasste historische Romane und Dramen, die sich in den 1930er Jahren der Propagierung von nationalsozialistischem Gedankengut verschrieben. Graedeners Werke verkauften sich kaum und waren ein „Musterbeispiel für die Unverkäuflichkeit literarischer Produkte“.
Vom 25. Oktober 1932 bis zum 19. Dezember 1932 war Graedener der Vorsitzende des Deutschen Kulturbundes Österreichs, einer Vorgängerorganisation des Kampfbundes für deutsche Kultur in Österreich (KdK). Zudem war er Gründungsmitglied und erster Schriftführer des Bundes deutscher Schriftsteller Österreichs (BdSÖ). Er war Beiträger zu dem 1938 vom BdSÖ im Wiener Krystall-Verlag herausgebrachten Bekenntnisbuch österreichischer Dichter, in dem die Autoren begeistert den „Anschluss“ begrüßten. Zum 1. Mai 1938 trat er der NSDAP bei (Mitgliedsnummer 6.305.326). Im Jahr 1938 wurde ihm die Goethe-Medaille für Kunst und Wissenschaft verliehen. Gemeinsam mit Mirko Jelusich gründete er am 1. Juli 1939 mit Genehmigung der Reichsschrifttumskammer den Wiener Dichterkreis.
Nach Kriegsende erschien er auf den von der Deutschen Verwaltung für Volksbildung in der sowjetischen Besatzungszone herausgegebenen Listen der auszusondernden Literatur mit zwei Werken. Auf der vom Österreichischen Bundesministerium für Unterricht herausgegebenen Liste der gesperrten Autoren und Bücher ist er mit allen seinen Werken verzeichnet.

## Werke
- Utz UIrbach: ein Bauernkrieg-Fries. Frankfurt am Main: Rutten & Loening, 1913.
- Weltweihe. Ein Weg in Versen. München: Die Wende, 1921.
- Neues Reich (Sickingen), eine deutsche Tragödie in sieben Bildern. Wien: Gerstel, 1931.
- Innentum der Deutschheit. Wille u. Weg unseres blutbestimmten Wesens zur Deutschgestaltung unseres Volksdaseins in vergangenen Tagen, heute und morgen. Ein Überblick für alle Deutschen. Wien / Leipzig / Berlin: Südostdeutscher Kulturverlag, 1932.
- Kampf um die deutsche Seele. Ein Buch von zweitausendjährigen Ringen um deutsche Geistesfreiheit. Ratibor: Hans W. Pötsch, 1933.
- Der Esel. Sancho Pansas letztes Abenteuer. Berlin: Zsolnay, 1935.
- Ein Volk geht zu Gott. Das Wort der neuen Wandlungen. Berlin: Zsolnay, 1936.
- Das Hermann-Graedener-Buch. Eine Auswahl. Mit Walter Pollak. Wien: Luser, 1938.
- Carl, der Sieger von Aspern. Freie Bühnendichtung in fünf Akten. Berlin: Arnold, 1942.
- Erzherzog Carl, sein Weg zum Sieg. Wien: Kremayr & Scheriau, 1955.
- Wien 1809. Graz/Wien: Stiasny, 1955.